# El reino del suricato
El Reino del Suricato es un programa de televisión producido por Oxford Scientific Films (OSF) para Animal Planet International que se estrenó en septiembre de 2005 y continuó durante cuatro temporadas hasta su cancelación en agosto de 2008. La serie, que mezclaba secuencias más al estilo tradicional de los documentales de animales con una narración dramática, contaba la historia de los Whiskers, una de más de una docena de familias de suricatos en el desierto del Kalahari, que están en estudio como parte del Proyecto Suricatos de Kalahari, un estudio de campo de la causas ecológicas y las consecuencias evolucionarias de la naturaleza cooperativa de los suricatos. El programa original estaba narrado por Bill Nighy, aunque se volvió a grabar con narración Mike Goldman para la emisión en Australia y Sean Astin para la emisión en Estados Unidos. La cuarta temporada, llamada La Próxima Generación contó con Stockard Channing en sustitución de Astin para la narración de la versión estadounidense.
El Reino del Suricato se estrenó en el Reino Unido el 12 de septiembre de 2005, y la primera temporada de 13 episodios concluyó el 24 de octubre de 2005. Después del éxito del programa en Reino Unido, Animal Planet comenzó la emisión en sus canales nacionales de Australia, Canadá y los Estados Unidos. desde entonces se ha estrenado en más de 160 países. La cuarta y última temporada se emitió inicialmente en los Estados Unidos desde el 6 de junio de 2008 hasta el 22 de agosto; en el Reino Unido se emitió en abril de 2009. En agosto de 2009 se anunció que el programa había sido cancelado.
Aunque el programa tuvo que hacer frente a críticas por no intervenir cuando un suricato resultó herido y podía morir, en conjunto El Reino del Suricato gozó de un considerable éxito y fue uno de los mejores programas de Animal Planet en octubre de 2007, tanto en el canal por cable como en el servicio de vídeo bajo demanda. El formato experimental del programa abría nuevos caminos en la técnica de filmación de documentales de animales y permitía a los espectadores una visión más íntima y a largo plazo de las vidas de los suricatos protagonistas, rompiendo las murallas tradicionales entre el espectador y el sujeto de la mayoría de los documentales. En 2007, El Reino del Suricato fue nominado para dos premios Primetime Emmy, Ha ganado tres premios en las galas de los Omni en 2006 y en las de 2006 y 2007 de los premios de los Festivales de Nueva York. Las primeras tres temporadas del programa han sido editadas en DVD en las regiones 1 y 2. En 2007, se publicó en Reino Unido un libro titulado El Reino del Suricato: La Historia de la Flor del Kalahari, que detallaba la vida de Flor y los Whiskers antes de que comenzara la filmación de la serie. También se emitió en Animal Planet, el 25 de mayo de 2008, un filme de televisión, El Reino del Suricato: La Historia Comienza, que documenta el nacimiento de Flor y su ascenso al matriarcado de los Whiskers.

## Detalles de la producción
El Reino del Suricato fue creado por Caroline Hawkins, productora ejecutiva y editora de series de Oxford Scientific Films, que recibió el encargo para Animal Planet International por parte de Mark Wild, productor ejecutivo y editor encargado de compras. La filmación de una serie de 13 episodios ocupó de siete a ocho meses, y se limitó a las estaciones de primavera y verano del Kalahari, ya que los suricatos muestran menor actividad durante el invierno. La tercera temporada se filmó desde noviembre de 2006 hasta abril de 2007, y la cuarta temporada comenzó a grabarse en octubre de 2007.
La mayoría de las escenas se rodaron en la Reserva del Río Kuruman, donde está basado el Proyecto de Suricatos del Kalahari del que son parte los suricatos. No obstante, los suricatos que aparecen en anuncios y en la página web del programa no son los mismos animales presentados en El Reino del Suricato. En su lugar se filmó sobre pantalla verde a unos suricatos rescatados del Centro de la Fauna de los Compañeros Terrestres.
El programa se filmó utilizando principalmente cámaras DSR570 de Sony, aunque se necesitó equipo especial en algunas secuencias peculiares. Para las escenas dentro de las madrigueras, se emplearon mini cámaras de fibra óptica de infrarrojos; las tomas de gran angular se rodaron con una grúa de siete metros y una plataforma para cámaras con control remoto. También se utilizó un micrófono inalámbrico independiente de la cámara para grabar muchas vocalizaciones de los suricatos, que solo son parcialmente audibles por las cámaras con sistemas incorporados. La mayor parte de las filmaciones se hicieron con un solo operador de cámara y un solo ingeniero de sonido; los investigadores pidieron la menor presencia humana posible para evitar estresar a los animales. Las tomas a la altura de los ojos eran difíciles de conseguir debido a la corta talla de los suricatos y la limitada altura de incluso los trípodes más pequeños.
Para que los investigadores pudieran hacer un seguimiento, se colocó un collar con radio a las hembras dominantes de cada grupo, ya que los machos dominantes son errantes. A los suricatos, especialmente a los más jóvenes, se les marcó con tinte para diferenciarlos. Como los suricatos están acostumbrados, tendían a ignorar al equipo de filmación siempre que se respetase su "espacio personal".

### Diferentes versiones
La versión de británica y estadounidense del programa tenían el mismo contenido en la mayoría de los episodios; no obstante, en la estadounidense la edición estaba hecha de manera que permitiera más pausas publicitarias. El contenido también se alteraba algunas veces; en especial las imágenes de apareamiento, que fueron eliminadas. Animal Planet de Estados Unidos en algunas ocasiones cambió los nombres de los suricatos y los títulos de los episodios. Dos de los cachorros de Flor pasaron de llamarse Ren y Stumpy a Len y Squiggy; el título del episodio también se cambió. De la Soul (llamado así por el grupo de rap del mismo nombre, una de las hermanas que iniciaron el grupo Starsky, fue rebautizada como Whoopi en Estados Unidos en honor a la actriz Whoopi Goldberg, seguidora de la serie desde el comienzo. Animal Planet de Estados Unidos también cambió el nombre de algunos de los cachorros de Flor nacidos en la tercera temporada en homenaje a otros admiradores famosos de la serie, Elizabeth Taylor y Denis Leary. Se cambió el nombre a diversos episodios: el título del último episodio de la segunda serie se cambió de "Los Campos de Muerte" a "Los Campos Tranquilos" Durante la tercera temporada, el tercer episodio pasó de llamarse "Cuando menos te lo esperas" a "Sister Act" (otra referencia a Goldberg), mientras que el sexto episodio pasó de "La Casa de Zappa" a "Rivalidad de Hermanos".

## Los Suricatos
El programa sigue a varios grupos de suricatos, que actúan en comunidad para el beneficio del grupo en el que viven. Estos grupos están habitualmente liderados por una hembra dominante, que mantiene casi exclusivamente el derecho a tener descendencia. El grupo seguido más de cerca se conoce como la familia Whikers. Se escogió este grupo por la matriarca, Flor, una hembra dominante con un éxito fuera de lo común que encabezó el grupo durante cinco años. Durante la tercera temporada, Flor murió del mordisco de una serpiente y fue sucedida por su hija Rocket Dog.
Los animales de grupos vecinos también tuvieron sus momentos en cada temporada. En la primera, un grupo llamado Lazuli aparecía frecuentemente haciendo la competencia a la familia Whiskers, y los títulos de crédito se referían a ellos como "vecinos del infierno". Aunque el macho dominante "Big Si" murió entre temporadas, los Lazuli aparecieron en la segunda, principalmente por proporcionar machos errantes. Otro grupo llamado los Comandos, liderado por un macho tuerto llamado Haníbal, se presentó sólo al atacar la madriguera de los Lazuli, matando a un cachorro e hiriendo gravemente al adulto que lo cuidaba. Los Comandos se convirtieron en los nuevos máximos rivales en la zona, mataron a los cachorros de la hembra expulsada de los Whiskers, Mozart y se hicieron con parte del territorio de estos.
Los nuevos vecinos de los Whiskers eran los Zappa y los Starsky. Aunque eran más pequeños que los Whiskers, los Zappa atacaban con frecuencia, y una vez, cuando huían tras un ataque, los Whiskers adoptaron a un cachorro abandonado de los Zappa, un acontecimiento poco común. El grupo Starsky, por otra parte, no representaba ninguna amenaza para los Whiskers. Formado por un trío de hijas de Flor expulsadas permanentemente de los Whiskers, el pequeño grupo se vio azotado por la enfermedad, los predadores y la falta de nuevos cachorros. Los Starsky, en constante lucha, sucumbieron en el penúltimo episodio, con el fallecimiento de su último integrante, Mozart, que murió por el ataque de un chacal. La hembra antiguo miembro de los Whiskers Maybelline se separó del grupo al final de la tercera temporada, y formó un nuevo grupo llamado los Aztecas que se convirtieron en rivales de los Whiskers en la cuarta temporada.

### Cambios de la representación
El programa muestra hechos reales entre los suricatos del Kalahari, aunque elimina los elementos repetitivos de las vidas de los animales. Ya que se completan muchos días con comportamientos de búsqueda de comida y acicalamiento, estas rutinas se solían dejar fuera del programa en favor de hechos más inusuales.
Los voluntarios de los Suricatos del Kalahari eran quienes ponían nombre a los animales; aquel que veía por primera vez a una nueva cría asomarse por la madriguera, obtenía el derecho a darle nombre. Esto ha dado lugar a una gran variedad de nombres, frecuentemente sacados de los libros, películas o grupos musicales favoritos de los voluntarios; familia, amigos, personajes históricos o localizaciones geográficas. Animal Planet en algunas ocasiones rebautizó a los suricatos por la narración, argumentando que los nombres puestos por los investigadores eran muy limitados, a veces referidos a especias y condimentos. Por todos estos cambios, los seguidores de la serie que buscaban información en la página web de los Amigos del Proyecto de los Suricatos del Kalahari a veces tenían dificultades para localizar a algún animal en concreto. El proyecto ha creado una lista de cambios para ayudar a los espectadores a conectar a los animales del programa con su representado de la vida real, y para relacionar los episodios con los informes mensuales de Historia de la Vida del Proyecto Suricatos del Kalahari. La lista, sin embargo, sólo está disponible para los miembros de la página web que han pagado una suscripción.
Dos de los principales rivales de la manada Whiskers eran compuestos, creados con secuencias e historias mezcladas de múltiples grupos. Por ejemplo, el grupo de los Comandos usa en el programa sucesos reales del grupo de los Comandos, pero se muestra principalmente con imágenes del grupo de investigación de los Vivian, incluyendo a la pareja dominante. De un modo similar, el grupo de los Zappa en el programa se presentó utilizando secuencias de un grupo llamado "Los Jóvenes" (llamados así por la serie de televisión británica The Young Ones); sin embargo, la historia real y la pareja dominante eran del auténtico grupo Zappa. Axel, el cachorro abandonado de la tercera temporada, tiene un número de estudio que indica que probablemente era un cachorro de Los Jóvenes, en lugar de pertenecer a los Zappa como afirma el programa.

## Recibimiento
El Reino del Suricato ha tenido buena acogida tanto por el público como por la crítica. En octubre de 2007, fue la mejor serie de Animal Planet, con una audiencia de cuatro millones de espectadores tan solo en los Estados Unidos, en donde su primer episodio fue visto por un millón de espectadores, y el estreno de la segunda y tercera temporada por 800.000 cada una. El primer capítulo de la cuarta temporada no obtuvo tan buen resultado, con menos de 500.000 televidentes. La audiencia de la oferta de vídeo bajo demanda de El Reino del Suricato creció un 20% en septiembre de 2007, cuando Discovery Channel emitió los episodios de la tercera temporada, fragmentos de las temporadas uno y dos, los diez mejores momentos del programa, y un homenaje en recuerdo de Flor. Ahondando en el éxito del formato original de "El Reino de los Suricatos", Animal Planet encargo dos programas de formato similar: La Isla de los Orangutanes, que se centraba en un grupo de orangutanes en el Centro de Rescate y Rehabilitación de Orangutanes de Nyaru Menteng, y Calle Lemur que seguía las vidas de dos grupos de lémures de cola anillada en Madagascar.
Algunos seguidores han criticado al programa por su política de no interferir en relación con los Suricatos, preguntando por qué los investigadores no administraban un antídoto a los suricatos mordidos por serpientes, o practicar la eutanasia animal a aquellos que estaban muriendo y sufriendo. El productor ejecutivo de Estados Unidos Mick Kaczorowski señalaba que El Reino del Suricato era un programa sobre vidas y muertes reales de los suricatos. El grupo de investigación tenía una política contraria a que el equipo de filmación interfiriera en sucesos naturales "porque no querían tener un efecto en el lote de los genes al salvar a un suricato más débil (ó) afectar al resultado de lo que es natural en el Kalahari". Como el proyecto de investigación está estudiando "...el éxito de cría y supervivencia de los individuos y... los factores que tienen efecto sobre la reproducción y la supervivencia" interferir en los procesos naturales invalidarían los resultados de la investigación. Hay una excepción a esta regla: los investigadores si practicarían la eutanasia a suricatos que contrajeran tuberculosis, para prevenir brotes que amenazaran tanto a la población de suricatos como al ganado de la zona.

### Premios
El Reino del Suricato fue nominada para los premios del Festival de Cine Jackson Hole de Fauna de 2005 en la categoría de "Comportamiento Animal", y en los de 2007 a la "Mejor Banda Sonora Original". En el Festival Wildscreen de 2006, la serie fue finalista en tres categorías: "Comportamiento Animal", "Innovación" y "Emisión Popular". La serie ganó Estatuillas de Oro en "Historia Natural" y "Cinematografía", y la Estatuilla de Plata al "Guion", en los Prenios Omni de 2006. El octavo episodio de la tercera temporada, "Final de Viaje", en el que se muestra la muerte de la matriarca de los Whiskers, Flor, fue premiado con el Premio Panda del Festival Wildscreen de 2008 en la categoría ·"Premio Cinco por Emisión Popular". El Reino del Suricato fue dos veces ganador de la Medalla de Oro en la categoría de "Naturaleza y Fauna" en la Gala de los Premios del Festival de Nueva York, en 2006 por la primera temporada, y en 2007 por la primera y la segunda. La serie fue nominada a dos premios Emmy Primetime en la 59ª edición en 2007: uno por "Cinematografía Excepcional de un Programa de No Ficción" y otro por "Edición de Imagen Excepcional de un Programa de No Ficción". En 2009 a la serie se le concedió el Gran Premio en los Festivales de Nueva York, en los premios de Programación de Televisión Internacional y Promociones, en la categoría "Programas Familiares".

### Impacto en el género
Los nuevos métodos innovativos de filmación de El Reino del Suricato ofreció a los científicos del Proyecto del Kalahari la oportunidad de descubrir aspectos de la vida de los suricatos nunca antes vistos, incluyendo la vida en la madriguera. El equipo de rodaje fue el primero en capturar en película un infanticidio de suricato.
Así como muchos documentales mantienen una distancia emocional de sus sujetos, El Reino del Suricato, debido a su duración extendida, narración de telenovela, su tratamiento romántico de las vidas de los animales, y las técnicas de filmación de plano corto, proporciona una visión más cercana y personal de los suricatos.
Los espectadores dicen estar emocionalmente involucrados con las vidas de los animales, olvidando a veces que lo que están viendo es un documental. Las frecuentemente cortas vidas y brutales muertes de los suricatos sorprenden y causan impresión a algunos públicos. Este formato experimental expandió los límites tanto del género del documental de naturaleza como del relity show también en la naturaleza.

Al igual que los suricatos, El Reino es una bestia salvaje. El equipo tiene prohibido intervenir, y los productores no suavizan los hábitos menos agradables de los animales (infidelidad, abandono de las crías, canibalismo ocasional). Pero a los suricatos se les da nombre y rasgos humanos ("valiente", "atento","peleón"), y sus travesuras y sus desgracias tienen lugar sobre una banda sonora. El Reino es brutal y melodramático y de este modo más devastador que cualquier documental o drama con un guion.
James Poniewozik Time Magazine, 2 de noviembre de 2007 

## Comercialización
El 4 de octubre de 2007 se publicó en el Reino Unido un libro escrito por el Profesor Tim Clutton-Brock titulado El Reino del Suricato: La Historia de Flor del Kalahari (ISBN 0-297-84484-9) en tapa dura. El libro se centra en la vida de Flor y la historia de los Whiskers, examinando cómo se formó el grupo, proporcionando una línea de tiempo de la vida de Flor, y detallando todos los cachorros que tuvo en su vida, al igual que su paradero de entonces. El libro además ofrece más información sobre como empezó el Proyecto Suricato del Kalahari, las metas de la investigación y los resultados, y la vida personal de los investigadores. El 15 de abril de 2008 la editorial Simon & Schuster anunció una edición del libro en tapa blanda para su publicación en Estados Unidos a través de su filial Touchstone. El libro en Estados Unidos se llama El Reino del Suricato: Flor del Kalahari (ISBN 1-4165-8767-5). En noviembre de 2007, Discover Communications anunció que se asociaba con Activision para desarrollar un videojuego basado en El Reino del Suricato como el primero en una nueva serie de juegos basados en la naturaleza. El anuncio afirmaba que el juego se presentaría para múltiples plataformas a finales de 2008, pero nunca se publicó ningún juego.

### Película
Oxford Scientific Films produjo un largometraje para Discovery Films que funciona como antecedente de la serie El Reino del Suricato Originalmente anunciada como Flor: Reina del Kalahari; El Reino del Suricato: La Historia Comienza fue dirigida por Chris Baker y Mike Slee y narrado por Whoopi Goldberg. El filme documenta los primeros años de Flor en los que crece de ser una joven suricato hasta convertirse en uno de los líderes más exitosos del clan de los Whiskers. La película fue presentada en el Festival de cine de Tribeca de 2008 en la sección "Ojo público", y después emitida por Animal Planet en los Estados Unidos el 25 de mayo de 2008 seguida de un especial de treinta minutos,Como se hizo: El Reino del Suricato: La Historia Comienza Se publicó en DVD en Región 1 en Norteamérica el 3 de junio de 2008, con el especial "Como se hizo", y otro especial La Ciencia de El Reino de los Suricatos incluidos como extras.
La película contenía secuencias reeditadas y una nueva banda sonora. La historia de los Whiskers había sido simplificada, siendo los Lazuli la única manada rival que aparecía en el filme. Al contrario que en la serie de El Reino del Suricato, la película no muestra a ninguno de los suricatos Whiskers reales. "Actores Suricatos" sin formación interpretaban el papel de Flor y su familia, siendo el equipo de filmación los que buscaban suricatos con la edad adecuada, para seguirlos después hasta que actuaban de la manera que interesaba para la película. La misma Flor fue representada por aproximadamente ocho suricatos distintos.